# Sigrid Nilsdotter (predikant)
Sigrid Nilsdotter, född 1741, död efter 1763, var en svensk predikant.
Sigrid Nilsdotter på Skelycke gård i Skaraborgs län insjuknade i dvala en tid efter att hon fått mässlingen år 1759. Då hon vaknade upp, kunde hon inte längre äta något utom nattvarden, och började hålla predikningar under extas, även om hon när hon inte hade extas avböjde alla former av uppmärksamhet. Fallet väckte stor uppmärksamhet och offentlig debatt. På uppdrag av myndigheterna undersöktes Sigrid Nilsdotter av först kyrkan på Sunnerby prästgård av Johan Liljeberg, och därefter av vetenskapen under Sven Brodd på uppdrag av Collegium Medicum i Skara 1763. 
Skillingtryck utgavs om henne.